# Drosophila onychophora
Drosophila onychophora är en tvåvingeart som beskrevs av Oswald Duda 1927. Drosophila onychophora ingår i släktet Drosophila och familjen daggflugor.
Artens utbredningsområde är Peru och Bolivia.